# Dengeki Maoh
Dengeki Maoh (電撃マオウ Dengeki Maō?) es una revista seinen japonesa publicada por ASCII Media Works (antes MediaWorks). En primer lugar, salió a la venta el 27 de octubre de 2005 y se vende cada mes en el vigésimo séptimo día. La revista cuenta con información sobre videojuegos, manga y novelas ligeras. Una edición especial de la revista llamada Dengeki Black Maoh se publicó trimestralmente entre septiembre de 2007 y junio de 2010.

## Series

### Dengeki Maoh
- Aruite Ippo!!
- Black Bullet
- Bokusatsu Tenshi Dokuro-chan
- Disgaea 2: Cursed Memories
- Enburio
- eM -eNCHANTarM-
- Furatto Rain
- Girl Friend BETA
- The Idolmaster Colorful Days
- Immortal Grand Prix
- Iriya no Sora, UFO no Natsu
- Itsudemo Jakusansei
- KanColle: Shimakaze Compilation
- Lotte no Omocha!
- Monster Hunter
- Persona 4
- Rebuild World
- Rumble Roses
- Rune Factory 2
- Spice and Wolf
- Tales of the Abyss
- Tenshō Gakuen Gekkō Roku
- Utawarerumono

### Dengeki Black Maoh
- 100Yen Shop Kiandou
- Femme Fatale
- Hanjyuku Tencho
- Heavy Object
- Ichigeki Sacchu!! HoiHoi-san Legacy
- Kagaminochou no Kaguya
- Karakasa no Saien
- Kizuato
- Nanatsusa
- Persona 3
- Persona 3 - Portable Dengeki Comic Anthology
- Persona 4
- Queen's Blade Sutoraguru
- Sukoshi Fushigi Manga Koto-chan
- Tama Biyori
- Tama Hiyo
- Tokubetsuyomikiri - Mirukashi
- Tokubetsuyomikiri - The Writing of Secret Minds
- Yamanko

## Edición especial
Dengeki Black Maoh
Dengeki Black Maoh (電撃黒（ブラック）「マ）王?) era una revista seinen manga japonés publicado por ASCII Media Works. Era una edición especial de Dengeki Maoh que se publicó en forma trimestral a partir del 19 de septiembre de 2007 hasta el 19 de junio de 2010.